# Maja Brkan
Maja Brkan (* 1979 in Maribor) ist eine slowenische Rechtswissenschaftlerin und Hochschullehrerin. Sie ist Richterin am Gericht der Europäischen Union.

## Leben und Wirken
Brkan studierte Rechtswissenschaften an der Universität Ljubljana, wo sie 2003 ihren – für ihre hervorragende Leistungen mit dem Fakultätspreis ausgezeichneten – Abschluss machte. Im Jahr darauf erwarb sie an der New York University den Titel Master of Laws. Ebenfalls 2004 schloss sie am Europäischen Hochschulinstitut in Florenz ein Diplomstudium in Europäischem Recht ab. Anschließend war Brkan als Rechts- und Sprachsachverständige beim Gerichtshof der Europäischen Union tätig. Mit einer Arbeit über die Gemeinsame Außen- und Sicherheitspolitik der Europäischen Union wurde sie 2007 von der Universität Ljubljana zur Dr. iur. promoviert. Anschließend kehrte sie an den Gerichtshof der Europäischen Union zurück und wurde zunächst juristische Assistentin von Generalanwältin Verica Trstenjak, 2008 stieg sie zu deren Rechtsreferentin auf. 2011 wechselte sie als Rechtsreferentin in das Kabinett von Richter Marko Ilešič.
2013 wechselte Brkan an die Universität Maastricht, wo sie zunächst Assistenzprofessorin und 2018 schließlich beigeordnete Professorin für das Recht der Europäischen Union wurde. Seit November 2023 hat sie dort einen ordentlichen Lehrstuhl für Digitalisierung und das Recht der Europäischen Union inne. 2014 und 2017 lehrte sie über das Recht der Europäischen Union auch an der Universität Hasselt. Von 2017 bis 2020 war sie stellvertretende Direktorin des Centre for European Law der Universität Maastricht, 2021 Koordinatorin des Programms „Advanced Master in Privacy, Cybersecurity and Data Management“ des European Centre on Privacy and Cybersecurity der Universität Maastricht. Von 2018 bis 2020 ist sie Mitglied der Prüfungskommission dieser Universität.
Von 2013 bis 2019 war sie Mitglied des Rates des European Law Institute (ELI). Von 2015 bis 2021 ist sie Mitherausgeberin der European Data Protection Law Review, ab 2021 Mitglied der Schriftleitung dieser Zeitschrift. Seit 2020 ist sie ferner Mitglied der Schriftleitung der Informationsplattform EU Law Live. Daneben ist sie Verfasserin und Herausgeberin zahlreicher Veröffentlichungen zum Unionsrecht.
Am 6. Juli 2021 wurde Brkan selbst zur Richterin am Gericht der Europäischen Union ernannt.